# Micropholcus darbat
Espèce
Micropholcus darbat est une espèce d'araignées aranéomorphes de la famille des Pholcidae.

## Distribution
Cette espèce est endémique du Dhofar en Oman,. Elle se rencontre vers Wadi Darbat, Ain Athoom, Qairoon Hairitti et Wadi Nahiz.

## Description
Le mâle holotype mesure 3,2 mm.

## Systématique et taxinomie
Cette espèce a été décrite par Huber en 2024.

## Étymologie
Son nom d'espèce lui a été donné en référence au lieu de sa découverte, Wadi Darbat.

## Publication originale
- Huber & Meng, 2024 : « Old World Micropholcus spiders, with first records of acrocerid parasitoids in Pholcidae (Araneae). » ZooKeys, vol. 1213, p. 95-182 (texte intégral).